# جوليان وين
جوليان وين (بالإنجليزية: Julian Winn)‏ هو دراج بريطاني، ولد في 23 سبتمبر 1972 في أبرغافني ‏ في المملكة المتحدة.

## وصلات خارجية
- جوليان وين على موقع أرشيف الدراجات (الإنجليزية)
- جوليان وين على موقع إحصائيات الدراجات الإحترافية (الإنجليزية)
- جوليان وين على موقع نسبة الدراجات (الإنجليزية)
- جوليان وين على موقع أوليمبيديا (الإنجليزية)
- جوليان وين على موقع اللجنة الأولمبية البريطانية (الإنجليزية)
- جوليان وين على موقع اتحاد ألعاب الكومنولث (مؤرشف) (الإنجليزية)
- جوليان وين على موقع دورة ألعاب الكومنولث 2006 (مؤرشف) (الإنجليزية)